# Tiomersal
Här används den svenska beteckningen "tiomersal", inte den internationellt gångbara "thiomersal" eller den i USA vanliga "thimerosal".
Tiomersal är en organisk kvicksilverförening med summaformeln C9H9HgNaO2S. Ämnet används som konserveringsmedel i vissa vaccin, främst veterinära sådana. Ämnet tillsätts för att förhindra att flerdosförpackningar av vaccinet förorenas av mikroorganismer efter att första dosen tagits. Under senare år har vaccintillverkare arbetat för att hitta alternativ som ger samma effekt och inte heller påverkar vaccinets effektivitet. Därför finns tiomersal endast i ett fåtal kvarvarande vaccin för människa godkända i Sverige. Detta har gjorts eftersom kvicksilveranvändning i alla former är oönskat, även om den individuella exponeringen för kvicksilver av en dos vaccin är mycket långt under toxiska mängder. Sedan 1992-1993 finns inget tiomersal i vaccin i det allmänna vaccinationsprogrammet i Sverige, det togs bort av allmänt miljöhänsyn.
Kvicksilver är ett starkt gift, såväl för människor och djur som för miljön.